# Bourbon-Virus
Das Bourbon-Virus (BOUV, Spezies Thogotovirus bourbonense) ist eine 2014 entdecktes Mitglied der Virusgattung Thogotovirus aus der Familie der Orthomyxoviridae. Es ist ein behülltes Virus mit einzelsträngiger RNA mit negativer Polarität als Genom. Die Spezies ist mit Stand Januar 2021 noch nicht vom ICTV bestätigt.

## Eigenschaften

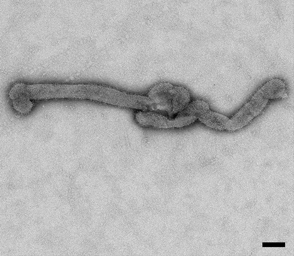
Elektronenmikroskopische Aufnahme einer filamentösen Form des Bourbon-Virus (Maßstabsleiste: 100 nm)

Das Bourbon-Virus wurde erstmals im Frühjahr 2014 im Bourbon County im Osten von Kansas nachgewiesen und danach benannt. Bis Februar 2015 wurde durch das CDC ein durch das Virus ausgelöster tödlicher Krankheitsfall bei einem Landwirt festgestellt. Es wird angenommen, dass Zecken- oder Insektenstiche für die Übertragung des Virus verantwortlich sind. Die Verbreitung des Virus in der Bevölkerung ist bisher unbekannt. Die nächsten Verwandten des Bourbon-Virus kommen in Osteuropa, Afrika und Asien vor.

## Symptomatik
Bei einem dem Virus zugeschriebenen Todesfall 2014 litt der betroffene Mann an Fieber, Müdigkeit, Ausschlag, Kopf- und Körperschmerzen, Übelkeit und Erbrechen. Es ist bislang nicht nachgewiesen, ob ausschließlich das Virus für den Tod des Mannes ursächlich war.

## Therapie
Es existieren keine zugelassenen Medikamente zur Therapie einer Infektion mit dem Bourbon-Virus, daher wird eine vorbeugende Behandlung gegen Insektenstiche empfohlen, z. B. mit Diethyltoluamid (DEET).